# Werkzeichen
Das Werkzeichen ist im weitesten Sinne ein Herkunftszeichen. Es ist Ausdruck für Schöpfung, Eigentum, Art und Besitz und wie ein Urheberhinweis zu verstehen.
Werkzeichen entsprechen also durchaus einem Signet oder einer Marke. Im Gegensatz zu Signet oder Marke können Werkzeichen aber ebenso einer komplexeren technischen Codierung dienen. Sie haben in diesem Falle auch die Funktion eines Index, mit dem weitere Informationen verknüpft sind.
An historischen Gebäuden findet sich oftmals das Werkzeichen des jeweiligen Baumeisters oder Steinmetzes, welches auch einen semiotischen Hinweis auf dessen Logenzugehörigkeit geben kann. Das dauerhaft angebrachte Werkzeichen macht das Bauwerk auf diese Weise zum Referenzobjekt, im Sinne von Eigenwerbung und Zugehörigkeit.
Im technischen Bereich ist das Werkzeichen ein Verweis auf Hersteller, Art, Eigenschaft und bauartliche Zulassung, oder eine Bauanleitung (Tischlerhandwerk), um konstruktive Zusammenhänge im Werkstück aufzuzeigen. Der Begriff Werkzeichen ist heute umgangssprachlich nicht mehr weit verbreitet und erzeugt im täglichen Sprachgebrauch Erklärungsbedarf. Selbst im Duden findet sich kein Eintrag mehr.
Werkzeichen ist eine eingetragene Wortmarke.